# Ferdinando Rocco
Ferdinando Rocco (Roma, 8 gennaio 1881 – Roma, 1967) è stato un magistrato italiano, fratello del giurista Alfredo Rocco.

## Biografia
Laureatosi in giurisprudenza ed entrato nell'Amministrazione dello Stato nel 1904, prestò servizio al Ministero dei lavori pubblici e poi, come direttore generale e capo di gabinetto, al Ministero dell'agricoltura.
Membro di una serie di comitati ministeriali e del consiglio superiore dei lavori pubblici, nel 1923 fu nominato consigliere di Stato e presidente dell'Istituto italiano di credito fondiario.
Dal 1939 al 1947 presiedette la IV sezione del Consiglio di Stato; fu poi, dal 1947 al 1950, Presidente del Consiglio di Stato.
Dal 1950 al 1954 presiedette la Cassa per il Mezzogiorno.